# ويندي شيرمان
ويندي شيرمان (بالإنجليزية: Wendy Sherman) (و. 1949 – م) هي دبلوماسية من الولايات المتحدة الأمريكية .
وهي عضوة في الحزب الديمقراطي الأمريكي .

## التعليم
تعلمت في جامعة بوسطن.